# Ngỗng ngực trắng

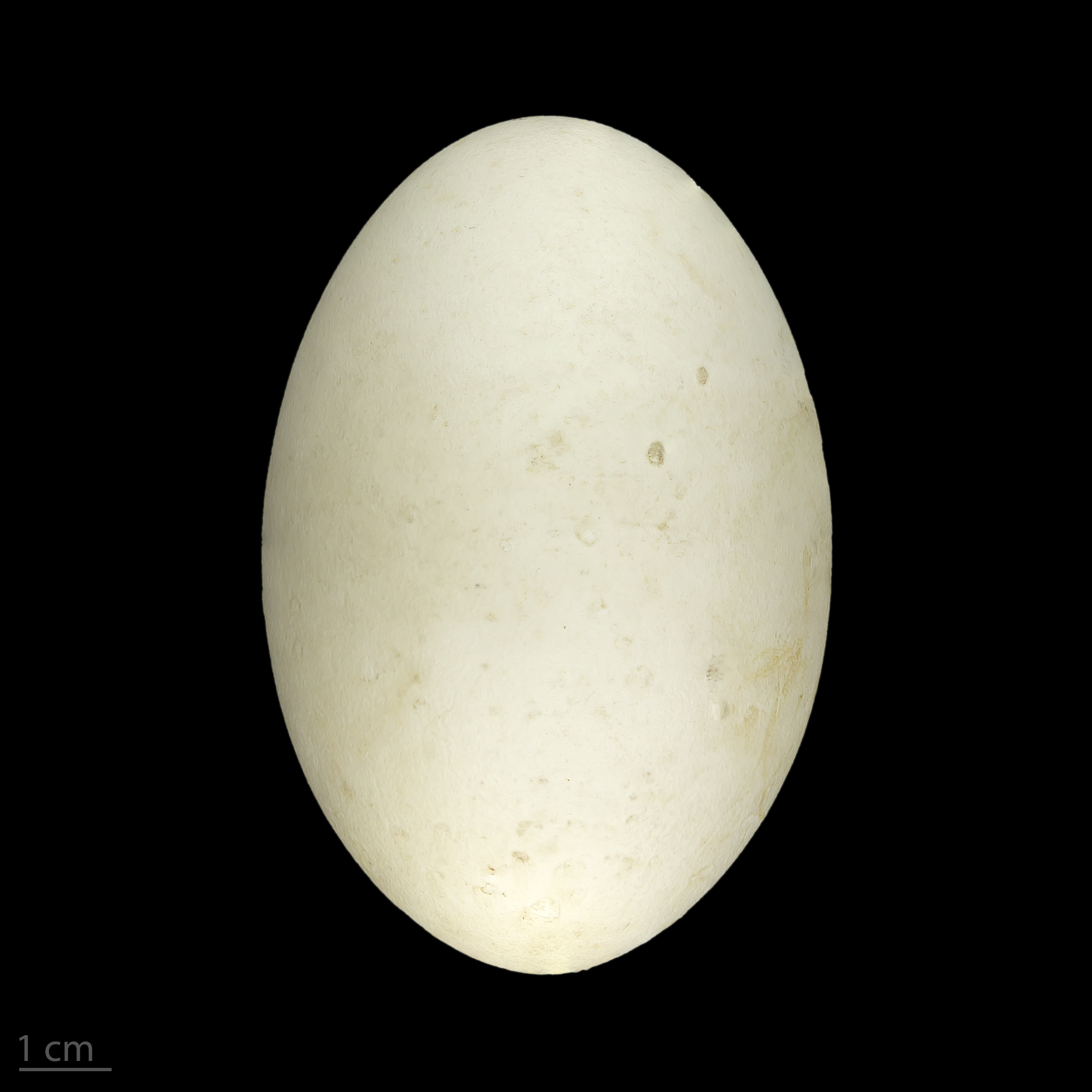
Trứng của ngỗng ngực trắng

Ngỗng ngực trắng (Anser albifrons) là một loài chim trong họ Vịt. Ngỗng ngực trắng có liên quan chặt chẽ tới Ngỗng ngực trắng nhỏ (A. erythropus).
Ngỗng ngực trắng có chiều dài 64–81 cm, có sải cánh 130–165 cm và cân nặng 1,93-3,31 kg.